# Marcel Becquart
Pour les articles homonymes, voir Becquart.
Marcel Becquart était un pilote de rallye français, né le 2 novembre 1914 à Lille et mort le 23 février 2010 à Marcq-en-Barœul.
Marcel Becquart était le patron d'une entreprise de fabrication de bracelets de montres à Annecy. Il était membre de l'Automobile Club du Mont-Blanc. Il a été Président de l'Association Sportive de l'Automobile Club du Mont-Blanc. Il a été le fondateur du Rallye du Mont-Blanc.

## Palmarès
Rallye automobile de Monte-Carlo: 
- vainqueur en 1950 (copilote Henri Secret, sur Hotchkiss 686 GS no 23) ayant pris le départ de Lisbonne;
- Vainqueur en classe 2 - 1100 à 1 500 cm3 - (5e au général) de l'édition 1952, copilote Ziegler, sur Farina FHC Jowett Jupiter no 1, départ Lisbonne;
  - 15e du rallye en 1953, toujours Jowett Jupiter no 98 (copilote Ziegler);
  - 53e du rallye en 1954, sur Ford Zephir n°4xx, copilote Maurice "Maus" Gatsonides, vainqueur l'année précédente sur Ford Zephir;
  - 7e du rallye en 1955, sur DB 2/4 Aston Martin no 389, copilote  "Maus" Gatsonides;
  - 8e du rallye en 1956, sur Standard Vanguard no 145, copilote  "Maus" Gatsonides;
  - 6e du rallye en 1958, sur Triumph TR3A no 128 , copilote  "Maus" Gatsonides;
  - 68e du rallye en 1959, sur Triumph TR3A no 360, copilote de "Maus" Gatsonides;
  - Abandon en 1960, sur Triumph TR3A no 153 à nouveau comme pilote, copilote Jacques Blanchet.

(nb: il participa également aux 24 Heures du Mans à 7 reprises, de 1951 à 1955, ainsi qu'en 1960 et 1961, terminant 10e en 1955 sur Frazer Nash Sebring motorisée Bristol 2,0 L I6 (son meilleur résultat, associé au britannique Richard Stoop (de) pour l'écurie Nash Frazer Ltd.). Il n'abandonna aucune des 7 courses, terminant toujours dans les 25 premiers. Il finit 1er de sa classe (S 1,5 L) en 1951 et 1952, sur Jowett Jupiter R1 Prototype 1,5 L Flat-4 no 66, associé les deux fois au britannique Gordon Wilkins (pl) (23ième et 13e au général).)